# Línea 525 (Mar del Plata)
La línea 525 es una línea de colectivos del Partido de General Pueyrredón perteneciente a la empresa Transporte 25 de Mayo S.R.L. siendo prestado anteriormente el servicio por la Compañía Martin Güemes S.A. hasta principios de la década del 2000.

## Recorrido
Haciendo Click Aquí podrán visualizarse los recorridos de la Línea 525.

### Valle

#### Ida
Acceso a Valle Hermoso - Av. Victorino Tetamanti - Alicia Moreau de Justo - Reforma Universitaria - Silvina Ocampo - Av. Victorino Tetamanti - Int. Rufino Inda - Genova - Magnasco - Av. Fortunato de la Plaza - Av. Polonia - Av. Vertiz - Int. Camuso - Solis - De Los Inmigrantes - Av. Juan B. Justo - San Juan - Av. Pedro Luro - Santa Fe.

#### Vuelta
25 de Mayo - Av. Independencia - Rivadavia - Olazábal - Primera Junta - San Juan - Laprida - Italia - Int. Camusso - Av. Vertiz - Av. Polonia - Av. Fortunato de la Plaza - Magnasco - Genova - Int. Rufino Inda - Av. Victorino Tetamanti - Silvina Ocampo - Reforma Universitaria - Alicia Moreau de Justo - Av. Victorino Tetamanti - Acceso a Valle Hermoso.

### Parque

#### Ida
Av. Victorino Tetamanti - Alicia Moreau de Justo - Reforma Universitaria - Silvina Ocampo - Av. Victorino Tetamanti - Int. Rufino Inda - Genova - Magnasco - Av. Fortunato de la Plaza - Av. Polonia - Av. Vertiz - Int. Camuso - Solis - De Los Inmigrantes - Av. Juan B. Justo - San Juan - Av. Pedro Luro - Santa Fe.

#### Vuelta
25 de Mayo - Av. Independencia - Rivadavia - Olazábal - Primera Junta - San Juan - Laprida - Italia - Int. Camusso - Av. Vertiz - Av. Polonia - Av. Fortunato de la Plaza - Magnasco - Genova - Int. Rufino Inda - Av. Victorino Tetamanti - Silvina Ocampo - Reforma Universitaria - Alicia Moreau de Justo - Av. Victorino Tetamanti.